# 孫謙 (明朝)
孫謙（？—？），字抑之，山东登州府莱阳县人。

## 生平
天啓元年（1621年）辛酉科山东乡试举人，崇祯元年（1628年）戊辰科進士，三年八月授长洲县知县，四年十一月被劾去职。历任户部郎中。